# Robert Fripp
Robert Fripp (Wimborne Minster, 16 maggio 1946) è un chitarrista, polistrumentista e compositore britannico, fondatore dei King Crimson nel 1969 e compositore della maggior parte del materiale musicale del gruppo.
Fripp è considerato uno degli strumentisti più originali, sofisticati e imitati nella storia della chitarra elettrica, nonché tra le figure più importanti del panorama progressive in generale. Vive a Pershore, nel Worcestershire. È sposato con la cantante e attrice Toyah Willcox.

## Biografia
Nato a Wimborne Minster nel Dorset in Inghilterra, Fripp inizia lo studio della chitarra imponendosi un metodo che lo accompagnerà per tutta la vita e che si riflette nella maggior parte delle sue composizioni, contraddistinte da spunti di virtuosismo e marcata ecletticità, con riferimenti alla musica classica, alla musica contemporanea ed etnica.
Nel 1967 fonda il suo primo gruppo con il bassista Peter Giles ed il batterista Michael Giles. Il gruppo si chiama Giles, Giles & Fripp e pubblica due singoli e un album, The Cheerful Insanity of Giles, Giles & Fripp.
Nel 1969 fonda con Greg Lake, Michael Giles, Ian McDonald e il poeta Peter Sinfield i King Crimson. Nel 1970, dopo che Greg Lake lascia il gruppo, ne diviene leader, imponendo alla band una svolta più sperimentale e atonale.

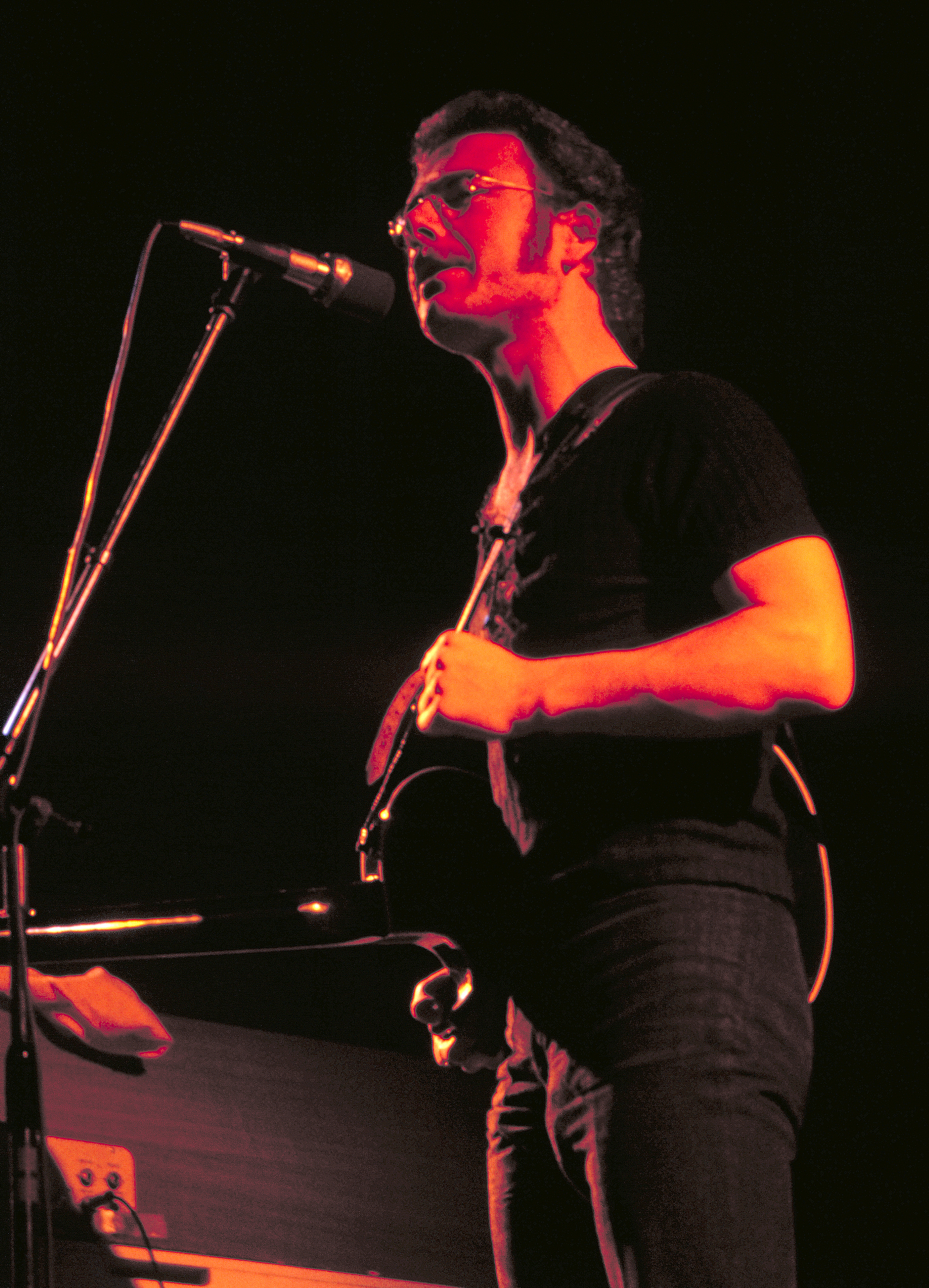
Fripp nel 1973 con i King Crimson

Oltre alla sua attività all'interno delle varie incarnazioni dei King Crimson, in cui è l'unico membro sempre presente, collabora con musicisti come Brian Eno (insieme al quale ha inventato e perfezionato la tecnica detta frippertronics), David Bowie, Peter Gabriel, Peter Hammill, Van der Graaf Generator, Andy Summers e David Sylvian.
Nel 1974 scioglie i King Crimson e dedica i tre anni successivi allo studio delle discipline di Georges Ivanovič Gurdjieff.
Nel 1977 contribuisce alla registrazione dell'album di David Bowie Heroes registrando tutte le sue linee soliste in una sola giornata; in particolare è notevolmente inusuale il suono di chitarra quasi "a sirena" che è presente in Heroes. Nei due anni successivi è a New York dove registra il suo primo disco da solista, Exposure.
Dal 1981 al 1984 incide tre album con i riformati King Crimson (Discipline, Beat e  Three Of A Perfect Pair) e procede quindi, il 25 marzo 1985, alla fondazione della propria scuola di chitarra, per la quale studia e insegna un nuovo approccio allo strumento, noto come Guitar Craft: un connubio tra disciplina musicale, tecniche yoga ed il metodo Alexander adottato dalle scuole di recitazione.
Nel 1994 dà vita a una nuova incarnazione dei King Crimson con cui - pur con variazioni nell'organico - continua a suonare ed incidere album.
Per due volte fece parte del G3, nel tour nordamericano del 1997 e nel 2004.
Dopo una lunga battaglia legale con l'etichetta discografica che possedeva i diritti delle incisioni dei King Crimson, Robert Fripp ha aperto la propria etichetta, la Discipline Global Mobile che produce e distribuisce le edizioni dei lavori dei King Crimson e di molti altri artisti.

## Stile musicale
Il suono è quel calice, ma vuoto.
Il rumore è quel calice, ma rotto.»
(Robert Fripp)
Fripp ha concepito un rock sperimentale e improvvisato focalizzato sui cosiddetti "frippertronics": esperimenti per chitarra elettrica ed elettronica con cui ha ottenuto sonorità dal suono ronzante e dalle armoniche ricche. Sebbene la collaborazione con Brian Eno (No Pussyfooting) (1973), album improvvisato per chitarra elettrica e sintetizzatori, avesse già mostrato alcune coordinate su cui si sarebbe focalizzato lo stile dell'artista, sarà solo con l'esordio solista Exposure (1979) che pubblicherà il primo vero album di "frippertronics". Più tardi, avrebbe occasionalmente aggiunto dei ritmi di 4/4 ai suoi esperimenti trasformandoli nei cosiddetti "discotronics". Viene anche considerato un artista di varie forme di rock alternativo e di elettronica sperimentale.

### Tecnica compositiva
La tecnica chitarristica di Fripp, soprattutto con la chitarra elettrica (solitamente una Gibson Les Paul), non è fondata sul blues, come nel caso di altri celebri solisti inglesi (da Eric Clapton a Ritchie Blackmore, da Jeff Beck a Jimmy Page), ma su una fusione di musica classica e suggestioni jazzistiche (che si riscontrano più che nel fraseggio, nelle scelte melodico-armoniche).
C'è poi una continua ricerca di nuove soluzioni tecniche per quel che riguarda l'elaborazione elettronica del suono; noto è il sistema detto frippertronics, basato sul passaggio del suono della chitarra su un anello di nastro magnetico che passa attraverso due registratori a bobine Revox accoppiati, in modo da poter creare complessi tappeti polifonici in costante metamorfosi. Diretta evoluzione di quella tecnica sono i Soundscapes ("paesaggi sonori"), dove i registratori a bobina lasciano il posto ai più moderni delay digitali.

## Discografia parziale

### Solista
- Exposure (1979)
- God save the Queen/Under Heavy Manners (1980)
- Let the Power Fall (1981)
- God Save the King (1985)
- The Gates of Paradise (1998)
- Love Cannot Bear (2005)

### Con i King Crimson
- 1969 – In the Court of the Crimson King
- 1970 – In the Wake of Poseidon
- 1970 – Lizard
- 1971 – Islands
- 1973 – Larks' Tongues in Aspic
- 1974 – Starless and Bible Black
- 1974 – Red
- 1974 - U.S.A. - Live Album
- 1976 - The Young Person guide to King Crimson
- 1981 – Discipline
- 1982 – Beat
- 1984 – Three of a Perfect Pair
- 1995 – Thrak
- 2000 – The ConstruKction of Light
- 2003 – The Power to Believe

### Con Brian Eno
- No Pussyfooting (1973)
- Evening Star (1975)
- The Essential Fripp & Eno (1994)
- The Equatorial Stars (2005)

### Con Andy Summers
- I Advance Masked (1982)
- Bewitched (1984)

### Con Giles, Giles & Fripp
- Giles, Giles & Fripp - The Cheerful Insanity of Giles, Giles & Fripp

### Con The League of Gentleman
- The League of Gentlemen (1981, EG)
- Thrang Thrang Gozinbulx (1996, DGM)

### Con The League of Crafty Guitarists
- Live! (1986)
- Show of Hands (1991)

### Con Robert Fripp String Quintet
- The Bridge Between (1995)

### Con FFWD
- FFWD - FFWD  (1994)

### Con Toyah Wilcox
- The Lady or the Tiger? (1986)

### Con David Sylvian
- The First Day (1993)
- Damage (1994)

### Produttore
- Centipede – Septober Energy (1971, RCA)
- Keith Tippett – Blueprint (1972, RCA)
- Matching Mole – Little Red Record (1972, Columbia)
- Keith Tippett – Ovary Lodge (1973, RCA)
- Peter Gabriel – Peter Gabriel (1978, Charisma)
- The Roches – The Roches (1978, Warner)
- Daryl Hall – Sacred Songs (1980, RCA)
- The Roches – Keep on Doing (1982, Warner)
- Elan Sicroff – Journey to Inaccessible Places (1987, EG)
- Keith Tippett / Andy Sheppard – 66 Shades Of Lipstick (1990, EG)